# Windstein
Windstein é uma comuna francesa na região administrativa de Grande Leste, no departamento Baixo Reno. Estende-se por uma área de 11,86 km². Em 2010 a comuna tinha 162 habitantes (densidade: 13,7 hab./km²).